# Saży Umałatowa
Saży Zajndinowna Umałatowa, ros. Сажи Зайндиновна Умалатова (ur. 3 sierpnia 1953 w Kazachstanie), polityk Jednej Rosji.
Absolwentka Rostowskiej Wyższej Szkoły Partyjnej. W okresie 1969–1989 pracowała jako spawaczka (była brygadzistką w fabryce budowy maszyn "Krasnyj Mołot" w Groznym). W 1989 wybrano ją na deputowaną ludową ZSRR z ramienia Komunistycznej Partii Związku Radzieckiego. Pracę zakończyła w listopadzie 1991 i zamieszkała w Moskwie. Członek rady politycznej Frontu Ocalenia Narodowego. Od 1992 członek Rady Koordynacyjnej Narodowo-Patriotycznych Sił Rosji.